# Bélgica nos Jogos Olímpicos de Verão de 1988
A Bélgica competiu nos Jogos Olímpicos de Verão de 1988 em Seul, Coreia do Sul. A Bélgica foi representada por 59 competidores, 35 masculinos 24 femininos, que tomaram parte em 65 eventos em 16 desportos.